# Xanthodaphne pachia
Xanthodaphne pachia é uma espécie de gastrópode do gênero Xanthodaphne, pertencente a família Raphitomidae.